# Ilarion Ruvarac

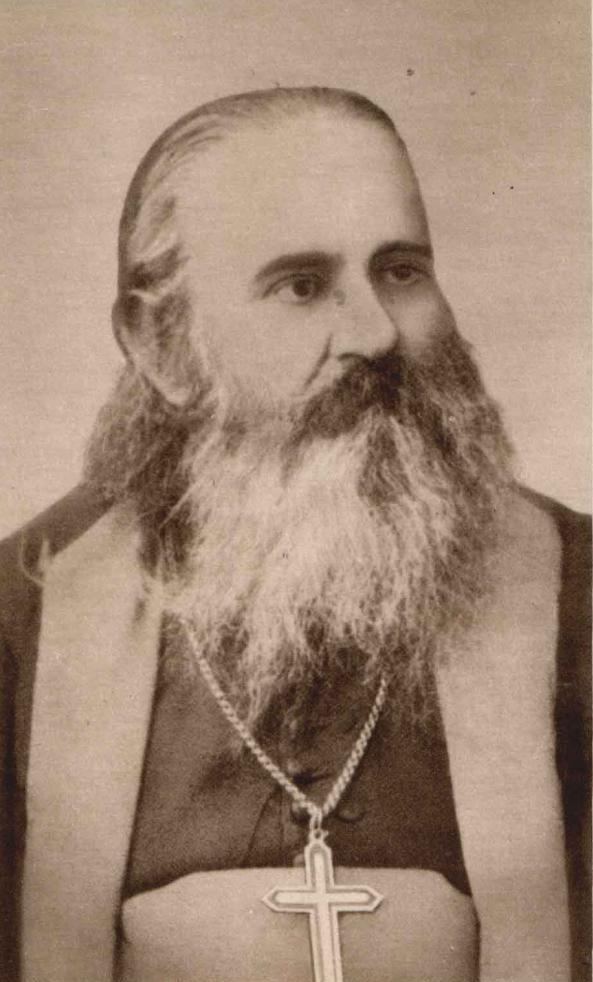
Ilarion Ruvarac

Ilarion Ruvarac (serbisch-kyrillisch Иларион Руварац; * 1. September 1832 in Sremska Mitrovica; † 8. August 1905 im Kloster Grgeteg) war ein serbisch-orthodoxer Mönchspriester und Abt des Klosters Grgeteg, und von 1875 bis 1882 Rektor der theologischen Hochschule in Sremski Karlovci. Er war ebenso Historiker und Mitglied der Serbischen Königlichen Akademie, die heutige Serbische Akademie der Wissenschaften und Künste. Ilarion Ruvarac gilt als einer der Gründerväter der modernen Geschichtswissenschaft in der serbischen Historiografie.

## Biografie
Geboren als Jovan Ruvarac (Јован Руварац) in Sremska Mitrovica in der Vojvodina, welche damals zum Kaisertum Österreich gehörte, erhielt er seine Grundausbildung in Stari Slankamen und Stari Banovci. Das Gymnasium besuchte er in Sremski Karlovci und in Wien. In Wien studierte er Rechtswissenschaft und befasste sich daneben mit Geschichte. Auf sein Geschichtsverständnis übte neben anderen Leopold von Ranke einen starken Einfluss aus. In der theologischen Hochschule in Sremski Karlovci beendete er 1859 seine theologischen Studien. 1861 wurde er Mönch unter dem Namen Ilarion. 1872 wurde Ilarion zum Professor an der theologischen Hochschule in Sremski Karlovci bestellt. In dieser Periode beginnt seine intensive Auseinandersetzung mit der Geschichtswissenschaft und mit Sprachen, die für seine historiografischen Arbeiten wichtig waren. Er beherrschte fließend Latein, Griechisch und Deutsch, daneben auch Italienisch und Ungarisch als Umgangssprachen.
1874 wurde Ilarion zum Abt des Klosters Grgeteg in der Fruška Gora, 1875 zum Rektor der theologischen Hochschule in Sremski Karlovci. Seine kritische Betrachtungsweise der serbischen Geschichte brachte ihn in Konflikt mit den so genannten Traditionalisten und Romantikern, was mitunter ein Grund war, dass er 1882 als Rektor abgelöst wurde. Er widerlegte die bis dahin vorherrschende Meinung, wonach der serbische Kaiser Stefan Uroš V. von seinem Mitregenten Vukašin Mrnjavčević umgebracht worden sei, was zu einem Skandal führte, da unter anderem Kaiser Stefan Uroš V. aufgrund des angenommenen Verrats und Mordes von der serbisch-orthodoxen Kirche Jahrhunderte zuvor heiliggesprochen wurde. Ilarion wurde nach Temeswar versetzt, lehnte es aber ab, zum Bischof ernannt zu werden. Später kehrte er in das Kloster Grgeteg zurück, wo er bis zum Ende seines Lebens blieb. 1888 wurde er eines der ersten ständigen Mitglieder der Serbischen Königlichen Akademie.

## Werke
Als Historiker vertrat Ilarion die Historisch-kritische Methode in der Geschichtswissenschaft (siehe auch Geschichtskritik). Bis dahin war in der serbischen Geschichtswissenschaft die traditionelle Geschichtsschreibung und Romantik vorherrschend, die sich einerseits auf Überlieferungen und Volkslieder stützte (traditionelle Line), andererseits vagen und spekulativen Theorien hingab und dem Panslawismus anhing (romantische Linie). Als Vertreter der historisch-kritischen Methode kam Ilarion in Konflikt mit den damals etablierten Vertretern der traditionellen und romantischen Linie, was zu einem jahrelangen, heftigen Disput führte. Die neue Richtung wurde von Romantikern wie Panta Srećković abschätzig als Wiener-Berliner Schule (bečko-berlinska škola) und Anschlag auf die slawische Identität bezeichnet. Es entbrannte ein ideologischer Kampf um die serbische Geschichtsschreibung und in welche Richtung sie sich zukünftig entwickeln sollte, den letztendlich die Vertreter der historisch-kritischen Methode mit Ilarion an der Spitze für sich entscheiden konnten, auch deswegen, da sie sich, anders als die Traditionalisten und Romantiker, auf Fakten und wissenschaftliche Tatsachen stützen konnten. Damit war der Weg für die moderne serbische Geschichtswissenschaft geebnet.
Zu den wichtigsten Werken von Ilarion Ruvarac gehören:
- O pećkim patrijarsima od Makarija do Arsenija III (Die Patriarchen von Peć, von Makarije bis Arsenije III.), 1868, 1879.
- O humskim episkopima i hercegovačkim mitropolitima do godine 1766 (Die Bischöfe von Zachlumien und Metropoliten der Herzegowina bis 1766), 1901.
- Raški episkopi i mitropoliti (Die Bischöfe und Metropoliten von Raszien), 1901.
- Dvije bosanske kraljice (Zwei bosnische Königinnen), 1893.
- Banovanje Tvrtka bana 1333. do 1377 (Die Herrschaft des bosnischen Banus Tvrtko I. 1333 bis 1377), 1894.
- Montenegrina, prilošci istoriji Crne Gore (Montenegrina, Beiträge zur Geschichte Montenegros) 1898.
- Stari Slankamen (Das alte Slankamen), 1892.

Ilarions Bruder Dimitrije Ruvarac war ebenfalls Historiker.